# ソラマド オールナイト
ソラマド オールナイトは、ウェザーニューズ (WNI) が2009年4月27日から10月2日まで、インターネットで動画配信していた気象情報番組である。

## 番組概要
ウェザーニューズの24時間動画生放送「SOLiVE24」で配信の気象情報番組。気象の話題を中心に、視聴者参加などのバラエティ番組的要素も盛り込まれている。千葉県千葉市美浜区の幕張テクノガーデンB館2階にある、ウェザーニューズ・グローバルセンターのソラスタから生放送。 SOLiVE24は、インターネット配信の他に、BSデジタル放送910chでもサイマル放送されているが、この番組は、テレビ放送がない、インターネット配信のみとなっている。豪雨災害などの際は、一部のコーナーが休止され、関連情報を放送する。2部は短縮や番組ごと休止となって、特別番組に差し替えられたこともある。
2009年9月7日から月曜深夜枠に「SOLiVE Asia」を開始したため、同日より火-金曜深夜の放送に縮小。2009年10月5日施行の番組改編により、10月2日（日付上3日）の放送をもって終了。

## ソラマド オールナイト1部
2009年4月27日から、月-金曜の24時 - 26時(JST) に生放送。9月7日からは、火-金曜の放送に縮小。

### 出演者
- 有川雅子（火・水曜日担当、2009年9月2日深夜までは月-水曜担当）
- 石田紗英子（木・金曜日担当）
  - 2009年9月4日・10月2日放送分は、石田に代わって、小野英美が代演した。

### 主なコーナー
- この番組のコンセプトは「天気で寝かす」。眠れない方のため向けの番組として、番組全編を子守唄のように、ゆったりとしたテンポで進行していく。

0時台前半
- その時天気が動いた

NHKで放送されていた「その時歴史が動いた」をタイトルの基に使い、放送前日に起こった天気などに関する情報を紹介する。
1時台前半
- 地球の天気

世界のある特定の地域にフォーカスし、その地域にまつわる話題とその日の天気を紹介する。

#### 途中終了したコーナー
2009年7月24日-26日の「平成21年7月中国・九州北部豪雨」の発生以降、一部のコーナーを休止。再開されることなく、番組終了となった。代替として、日替わりのテーマに対してのメールを募集し、紹介していた。
- おやすみメール

ウェザーニューズ会員から、当人が寝る前にメールを送り、それを読むコーナー。その際、「雅子の」や「紗英子の」とキャスターの名前がタイトルに入る。また最後に「○○さん、おやすみなさい」と睡眠を促す。
- ラジオ天気図

NHKラジオ第2放送の番組「気象通報」風に、放送日前日の21時時点の観測情報を、有川・石田、それぞれのペースでゆったりと伝える。BGMはドビュッシー作曲「亜麻色の髪の乙女」。

### 備考
- 有川は地元鹿児島の方言を使い放送。開始当初はコーナー毎に方言を使ったり使わなかったりしていたが、後に(毎時25分頃・55分頃の全国天気情報を含め)、全編を鹿児島弁で放送するようになった。
- 石田は関西発のウェザーリポート紹介時に限り、関西アクセント風で読み上げていた（石田は奈良県出身で、京都市内の大学に通学していたため）。
- 有川出演時のみ、番組冒頭の挨拶で「街に、夜空のカーテンが降りて、静寂に包まれる、このひととき」という一言を言ってから挨拶に入った。
- 有川は、チャットなどからの挨拶に対して「キンバンハ」と答えることがあった。これは有川の造語である（元ネタは堀田奈津水の「キンニチハ」である。後述）。他、有川の言い間違いから番組内で定着してしまった用語がいくつかあった。

## ソラマド オールナイト2部
2009年4月27日から、月-金曜の26時 - 28時 (JST) に生放送。9月7日からは、火-金曜の放送に縮小。

### 出演者
- 堀田奈津水（火曜-金曜担当、2009年9月4日までは月曜-金曜担当）
- 丹羽祐久（NIWAさん。気象予報士・金曜日のみ出演）

#### 代演
堀田不在時の代演者は以下の通り。
- 2009年6月8日-12日は、堀田が病気療養のため、代演は立てずに、番組自体を休止した。
  - この間、前半1時間のみ、有川がスナックのママに扮して出演した日があった。
- 2009年7月2日の堀田欠席時は、澤田雅代が代演。

### 主なコーナー
- みんなとチャット

この番組に限り、パソコン向け番組閲覧ソフト「ソラマド」に搭載されているチャット機能『ソラチャット』に投稿された内容を、画面下部にリアルタイムで表示している。豪雨災害などの際は、リアルタイム表示を休止している。
2時台前半
- 堀田奈津水、気象予報志になる～!

堀田が気象予報士試験の合格を目指して学習する。タイトルの気象予報「志」は、WNIが個人ユーザー向けに実施しているイベント「予報志道場」から来ているものと思われ、監修の丹羽予報士がスタジオ出演する際に着ているTシャツにも手書きされている。金曜日は丹羽予報士がスタジオに登場し、試験内容と関連した気象現象や、その週に発生した気象災害などについて解説する。
また、当コーナーで太陽系の惑星を説明する際に、sola君（火星人）、金ちゃん（金星人）、木ロー（もくろー、木星人）ドクター（土星人）、マー（水星人）という、堀田が小麦粘土で制作した人形が度々登場した。
2時台後半
- きょうのワンコイン

堀田が、500円（ワンコイン）内で購入した商品を紹介
3時台前半
- 堀田奈津水、宇宙飛行士になる～!

宇宙飛行士について調べて発表するコーナー。2009年7月27日～31日には、宇宙航空研究開発機構相模原キャンパスでの一般公開イベントを取材した模様を当コーナー内で紹介した。

### 備考
- 番組開始当初、堀田は金曜日のみパジャマ、甚平などで出演していたが、「平成21年7月中国・九州北部豪雨」の発生により、速報番組に変更のため番組が休止（2009年7月25日）されて以降は、金曜日の衣装も他曜日と同等となっている。
- メールやチャットなどの挨拶は「キンニチハ」が用いられることが多い。「キンニチハ」とは、丹羽予報士による金星の大気成分の覚え方で、金星が「キンニチハ」と挨拶している絵を想像し、「二酸化炭素」「窒素」で出来ていると覚えるための用語である。なお、有川雅子の造語で「キンバンハ」というものがあるが、これをチャットで使うと、堀田は「キンバンハじゃ何も覚えられないですよ!」といい、上記を説明することがある。
- 2009年7月21日以降、ゲリラ雷雨などの気象被害を受け、7月末までチャット表示を休止した（7月22日ごろ、堀田からの説明もおこなった）。